# When the Camellia Blooms
When the Camellia Blooms (koreanisch 동백꽃 필 무렵, RR Dongbaek-kkot pil muryeop) ist eine südkoreanische Fernsehserie.

## Handlung
Die Serie erzählt die Geschichte der alleinerziehenden Mutter Oh Dong-baek, die in die fiktive Stadt Ongsan zieht und die Bar „Camellia“ eröffnet. Sechs Jahre später trifft sie auf Hwang Yong-sik, dessen Liebe sie nicht erwidert. Yong-siks Mutter arbeitet aktiv gegen das mögliche Miteinander der beiden, da sie eine alleinerziehende Mutter als unpassend für ihren Sohn ansieht. Als weiterer Akteur tritt zudem Dong-baeks früherer Liebhaber und Vater ihres Kindes auf, der sie zurückzugewinnen möchte.

## Besetzung
| Rolle                        | Darsteller    | Folgen  |
| ---------------------------- | ------------- | ------- |
| Oh Dong-baek                 | Gong Hyo-jin  | 1.01–20 |
| Hwang Yong-sik               | Kang Ha-neul  | 1.01–16 |
| Choo Mae-ok                  | Kim Ji-seok   | 1.01–   |
| Jessica / Park Sang-mi       | Ji Yi-soo     | 1.01–   |
| No Gyu-tae                   | Oh Jung-se    | 1.01–   |
| Hong Ja-young                | Yeom Hye-ran  | 1.01–   |
| Choi Hyang-mi / Choi Go-woon | Son Dam Bi    | 1.01–   |
| Kang Pil-gu                  | Kim Kang-hoon | 1.01–   |
| Kwak Deok-soon               | Go Doo-shim   | 1.01–   |
| Jo Jung-sook                 | Lee Jung-eun  | 1.01–   |
| Byun Bae-soo                 | Jun Bae-soo   | 1.01–   |

## Episodenliste
| Nr. | Deutscher Titel                                                | Originaltitel                                |
| --- | -------------------------------------------------------------- | -------------------------------------------- |
| 1   | Die Frau mit dem Germanium-Armband                             | 게르마늄 팔찌를 찬 여자                      |
| 2   | Das Gute, das Schlechte und das Billige                        | 좋은 놈, 나쁜 놈, 치사한 놈                  |
| 3   | Die Strategie des Köters                                       | 똥개의 전략                                  |
| 4   | Der Junge vom Land                                             | 촌놈                                         |
| 5   | Ein Wunsch, eine Affäre und Turbulenzen                        | 바람, 바람, 파란                             |
| 6   | 1986.08.29. Als Nilpferd geboren                               | 본투비 하마                                  |
| 7   | Die Fee von Yongsan                                            | 옹산 요정                                    |
| 8   | Die Raubkatze in der Gegend                                    | 이 구역의 스라소니                           |
| 9   | Ich heiße alle willkommen                                      | 웰컴이다                                     |
| 10  | Nette Leute haben nie Glück                                    | 착한 놈은 계를 못 타                         |
| 11  | Der Held kommt in letzter Minute                               | 히어로는 막판이다                            |
| 12  | Vergiss mich nicht                                             | 나를 잊지 말아요                             |
| 13  | Das Ende der Flirterei                                         | 그 썸의 끝                                   |
| 14  | Die Falten meiner Mutter „Und so alterte meine Mama“           | 엄마의 나이테 „엄마는 그렇게 나이를 먹었다.“ |
| 15  | Mutter                                                         | 엄마, 妈妈, mother                           |
| 16  | Offensive und Defensive tauschen (Mit der, die aufs Gas tritt) | 공수교대 (feat. 악셀을 밟는 자)              |
| 17  | Die Rächer von Yongsan                                         | 옹벤져스                                     |
| 18  | Das Leben eines 8-Jährigen                                     | 여덟살 인생                                  |
| 19  | 7 Jahre und 3 Monate als Mutter                                | 7년 3개월짜리 엄마                           |
| 20  | Geschehen Wunder?                                              | 기적 같은 소리 (최종회)                      |

## Auszeichnungen
- KBS Drama Awards 2019 (Korean Broadcasting System)[1]
  - Bestes Paar: Oh Jung-se und Yeom Hye-ran
  - Beste Nebenrolle: Oh Jung-se